# Prodasineura villiersi
Prodasineura villiersi is een libellensoort uit de familie van de Protoneuridae, onderorde juffers (Zygoptera).
De soort staat op de Rode Lijst van de IUCN als niet bedreigd, beoordelingsjaar 2006.
De wetenschappelijke naam van de soort is voor het eerst geldig gepubliceerd in 1948 door Fraser.